# Adolph Magnus von Hoym

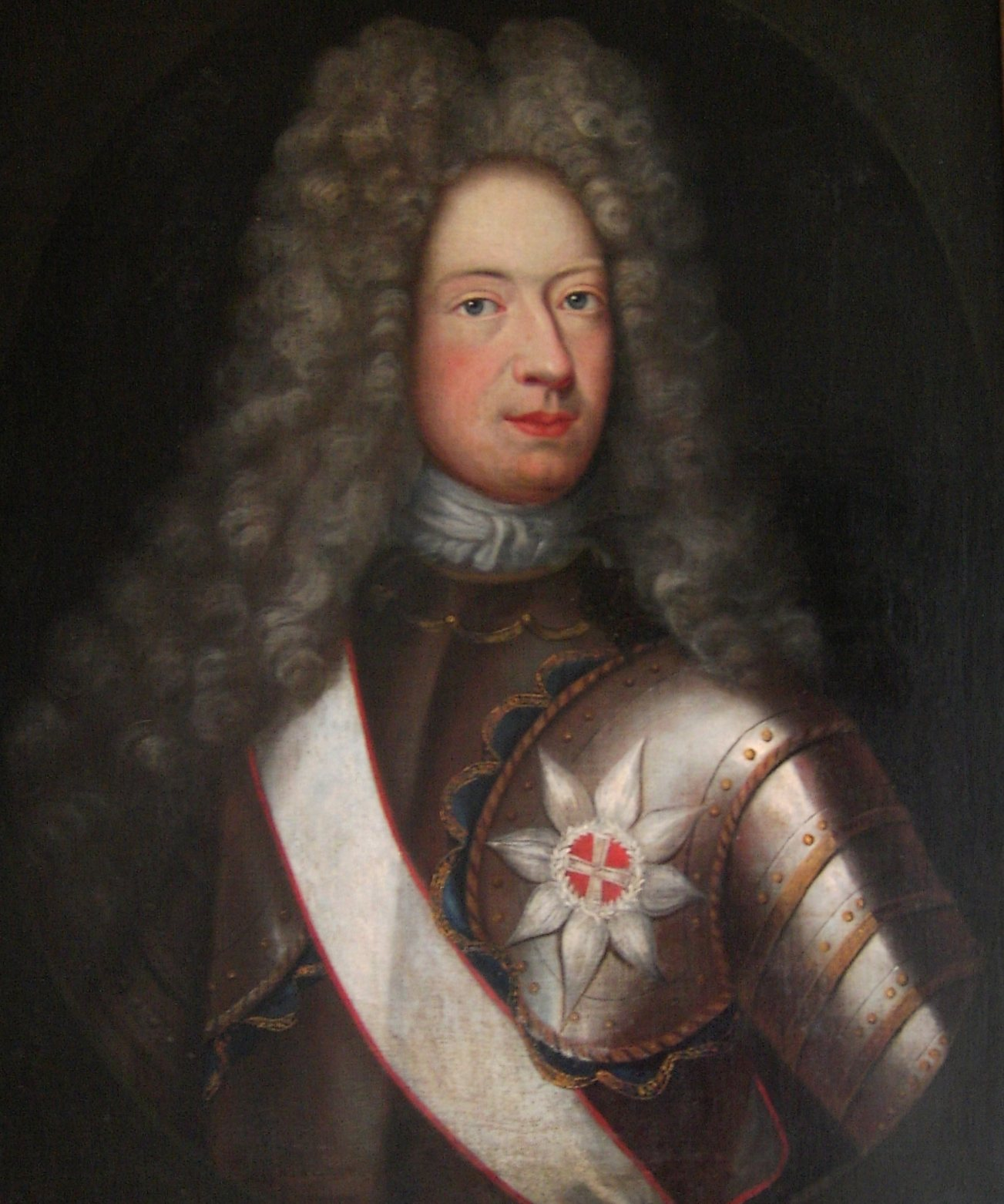
Adolf Magnus von Hoym

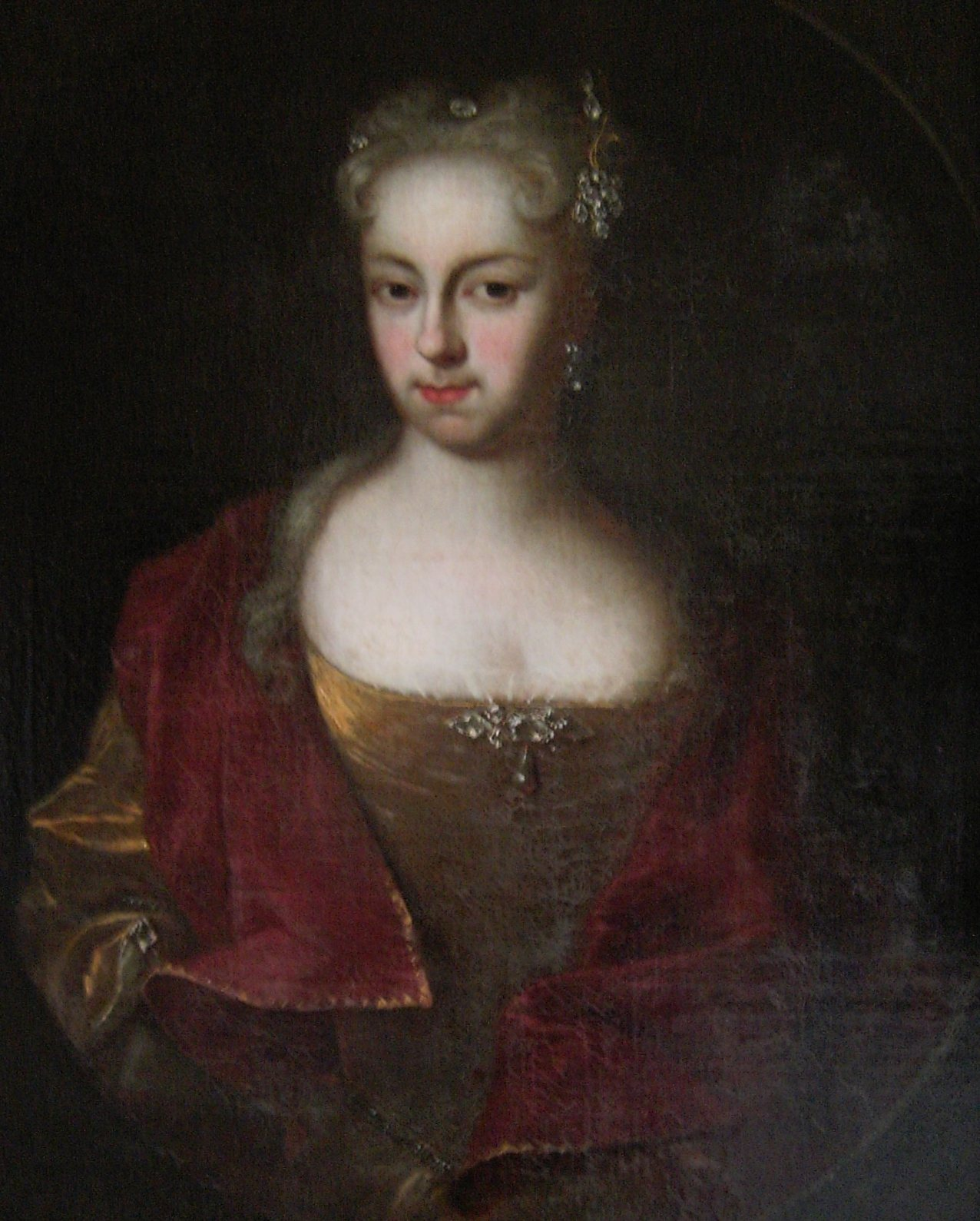
Constantia von Brockdorff, ab 1706 „Gräfin von Cosel“

Adolph Magnus Freiherr von Hoym, ab 1711 Reichsgraf von Hoym (* 6. Mai 1668 in Droyßig; † 15. Oktober 1723 in Ratibor, Oberschlesien) war ein königlich-polnischer und kurfürstlich-sächsischer wirklicher Geheimer Rat, Kabinettsminister, General-Akzise-Inspektor, Obersteuerdirektor und Unternehmer.

## Familie
Hoym entstammte dem alten anhaltischen Adelsgeschlecht Hoym und war der älteste Sohn des Ludwig Gebhard von Hoym (1631–1711) und der Catharina Sophia von Schönfeld.
Bekannt wurde Hoym hauptsächlich durch seine 12 Jahre jüngere Gemahlin, Anna Constantia von Brockdorff. Anna Constantia lebte nach der Vermählung 1703 auf Schloss Burgscheidungen bei ihrem Ehemann, dem Direktor des sächsischen Generalakzise-Kollegiums Adolph Magnus von Hoym, den sie aus Wolfenbüttel kannte. Schon 1703 aber strebte Hoym die Trennung von seiner „bösartigen und herrschsüchtigen“ Ehefrau an. Doch erst 1706 wurde diese Ehe geschieden, auch weil sie dem Grafen von Hoym die Geburt eines unehelichen Kindes verheimlichte.
August der Starke wurde 1705 auf die geistreiche Anna Constantia aufmerksam und holte sie an den Hof. Freiherr von Hoym warnte August den Starken noch vor ihr, denn er hielt sie für ungeeignet für das Amt der Maitresse en Titre.
Am 18. Juli 1711 wurde Hoym – gemeinsam mit seinen Brüdern Carl Siegfriedt, Ludwig Gerhard und Carl Heinrich Freiherr von Hoym – in Dresden von August dem Starken als Reichsvikar in den Reichsgrafenstand erhoben.
Am 16. März 1715 erhalten alle 4 Brüder in Wien auch das schlesische Inkolat (Adelsanerkennung).

## Leben
Mit der Einrichtung des Generalakzisekollegiums 1704, entstanden zur Erledigung der anstehenden Aufgaben eine Vielzahl von Behörden. Mit der Ordnung vom 31. August 1707 wurde die Generalkonsumtionsakzise für ganz Sachsen geregelt. Hoym wurde hier als Direktor des neu errichteten kursächsischen Generalakzisekollegiums von Flemming nach Dresden bestellt.
Im Jahr 1707, im neu gegründeten Geheimen Kabinett, wird Hoym von August dem Starken zum Kabinettsminister und wirklichen Geheimen Rat ernannt. Doch den Querelen am Dresdner Hof und den ständigen Intrigen, vor allem die der Hofblase um die Gräfin Henriette Amalie von Reuß, ist Hoym nicht gewachsen.
Bereits 1711 gibt er den Staatsdienst an Augusts Hof auf und verkauft seine Güter in Sachsen.
Er zieht sich nach Schlesien zurück und beschäftigt sich fortan, als Industrieller mit dem Ausbau von Messingfabriken, u. a. in Jakobswalde und Slawentzitz, die er 1714 im Tausch mit Jakob Heinrich Graf von Flemming gegen das Rittergut Burgscheidungen mit dem Rittergut Birkigt erworben hatte.
Am 1. Juni 1713 verkaufte er an den Oberamtmann Conrad Werner Weydemeyer seine zwei Drittel des Ritterguts Kirchscheidungen und erhielt dafür 27.500 Gulden.
Er war zuletzt verheiratet mit Johanna Maximiliana geb. Gräfin von Friesen. Auch diese Ehe blieb kinderlos und wurde geschieden und zwar bereits am 5. April 1714.

## Film
- In der aufwändig produzierten DDR-Filmreihe Sachsens Glanz und Preußens Gloria wurde er von Klaus Piontek gespielt.